# Saison 1924-1925 de la Juventus FC
Maillots
Chronologie
Saison précédente Saison suivante
La saison 1924-1925 du Foot-Ball Club Juventus est la vingt-troisième de l'histoire du club, créé vingt-huit ans plus tôt en 1897.
Le club piémontais prend part ici à la 25e édition du championnat d'Italie (appelé à l'époque de Première division, l'ancêtre de la Serie A).

## Historique
Au cours de cette nouvelle saison, la seconde saison bianconera de l'ère Agnelli, la Juventus, avec toujours d'implication de la part de ses dirigeants, tente de sortir de ses groupes éliminatoires, dans lesquels elle se morfond depuis quelques saisons, terminant souvent aux portes des qualifications pour le tour suivant.
Au niveau sociétaire, l'organisation du club est cette année-là remaniée par le président Edoardo Agnelli, avec des cadres intermédiaires à qui sont assignées différentes tâches spécifiques. Les zèbres turinois sont cette année-là autorisés par la fédération à enrôler des joueurs des championnats étrangers, représentants pour les dirigeants bianconeri « l'avenir du football piémontais ».
Le club se renforce avec des joueurs d'expérience. L'entraîneur hongrois du club Jenő Károly attire dans son effectif un compatriote international, József Viola, premier joueur hongrois de l'histoire du club bianconero. En défense, on enregistre l'arrivée d'Ugo Rasetto. La saison est marquée par la disparition douloureuse du milieu Giuseppe Monticone d'une rupture d'anévrisme au cours de la saison.
Le Foot-Ball Club Juventus débute alors sa saison de championnat d'Italie 1924-1925 (en italien la Prima Divisione 1924-1925) en commençant dans le groupe B des éliminatoires (Eliminatorie - Girone B) des phases régionales.

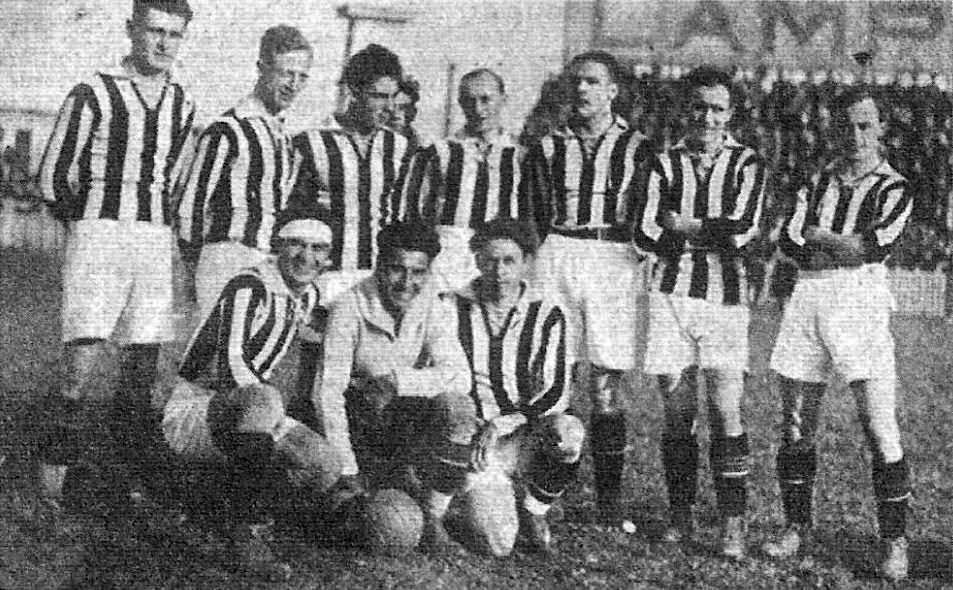
Les bianconeri de la saison

La Juve joue donc son premier match à domicile le dimanche 12 octobre 1924 contre les ligures du SPAL Ferrare, et s'impose 2-1 au Stadio di Corso Marsiglia grâce à des réalisations de Gambino et de la nouvelle vedette du club Viola. 8 buts sont ensuite inscrits lors de la 3e journée lors d'un 5 à 3 contre le Milan (avec des buts de Rosetta, Munerati, Pastore  (doublé) puis Gambino). Les bianconeri suivent ensuite leur bonne lancée avec 3 victoires consécutives avant un nul 2 buts partout le 7 décembre contre Livourne (réalisations de Munerati et Gambino). Lors du premier match de l'année 1925, le club juventino connait sa première défaite de son championnat, sur le score de 2 buts à 1 contre Padoue (but bianconero de Rosetta) pour un match comptant pour la 11e journée. La semaine suivante, la Juve se sépare avec Alexandrie Calcio sur un score de 2-2 avec des buts de la pair Munerati et Rosetta. S'ensuivirent ensuite deux victoires puis deux nuls, avant la seconde défaite de la saison lors de la 17e journée lors du retour du match contre le futur champion d'Italie de Bologne, qui les avaient déjà battus à l'aller sur le même score (le buteur juventino au match retour fut Munerati). Après cet arrêt dans leur accession à la première place du classement, les bianconeri terminent ensuite leur fin de saison en dents de scie en alternant les succès et les déroutes.
Finalement, le FBC Juventus arrive au seuil de la 24e journée avec la somme de 32 points (pour 12 succès, 8 matchs nuls et 4 défaites), ex æquo avec le Pro Vercelli, mais le club piémontais n'arrive pourtant qu'à la 3e place du classement, et termine ici sa saison, malgré les 14 buts inscrits par leur nouveau buteur Federico Munerati.
Une fois de plus, la Juventus ne parvient pas à passer le seuil des éliminatoires, malgré des résultats encourageants, pour plus de buts inscrits et moins de buts encaissés que la saison précédente.

## Déroulement de la saison

### Résultats en championnat

#### Éliminatoires groupe B
| dimanche 12 octobre 1924 1re journée | Juventus        | 2 - 1 | SPAL       | Campo di Corso Marsiglia, Turin Arbitre : Ferro |
| dimanche 12 octobre 1924 1re journée | Gambino · Viola |       | Vassarotti | Campo di Corso Marsiglia, Turin Arbitre : Ferro |

| dimanche 19 octobre 1924 2e journée | Novare    | 1 - 1 | Juventus   | Novare Arbitre : Fries |
| dimanche 19 octobre 1924 2e journée | Cappa 55e |       | 5e Pastore | Novare Arbitre : Fries |

| dimanche 26 octobre 1924 3e journée | Juventus                                                   | 5 - 3 | Milan                                  | Campo di Corso Marsiglia, Turin Arbitre : Dani |
| dimanche 26 octobre 1924 3e journée | Rosetta 25e · Munerati 34e · Pastore 53e 60e · Gambino 78e |       | 1re Ostromann · 70e Papa · 87e Savelli | Campo di Corso Marsiglia, Turin Arbitre : Dani |

| dimanche 2 novembre 1924 4e journée | Mantoue | 0 - 1       | Juventus | Mantoue Arbitre : Salvagno |
| dimanche 2 novembre 1924 4e journée |         | 72e Pastore |          | Mantoue Arbitre : Salvagno |

| dimanche 9 novembre 1924 5e journée | Juventus             | 2 - 1 | Bologne  | Campo di Corso Marsiglia, Turin Arbitre : Barnabò |
| dimanche 9 novembre 1924 5e journée | Pastore 5e · Rosetta |       | Genovesi | Campo di Corso Marsiglia, Turin Arbitre : Barnabò |

| dimanche 30 novembre 1924 6e journée | Derthona | 0 - 2                    | Juventus | Tortone Arbitre : Merani |
| dimanche 30 novembre 1924 6e journée |          | 7e Rosetta · 44e Ferrero |          | Tortone Arbitre : Merani |

| dimanche 7 décembre 1924 7e journée | Livourne                   | 2 - 2 | Juventus                   | Livourne Arbitre : Pinasco |
| dimanche 7 décembre 1924 7e journée | Magnozzi 8e · Scazzola 76e |       | 20e Munerati · 47e Gambino | Livourne Arbitre : Pinasco |

| dimanche 14 décembre 1924 8e journée | Juventus | 0 - 0 | Pro Vercelli | Campo di Corso Marsiglia, Turin Arbitre : Gama |
| dimanche 14 décembre 1924 8e journée |          |       |              | Campo di Corso Marsiglia, Turin Arbitre : Gama |

| dimanche 21 décembre 1924 9e journée | Juventus                          | 4 - 1 | Sampierdarenese | Campo di Corso Marsiglia, Turin Arbitre : Livraghi |
| dimanche 21 décembre 1924 9e journée | Rosetta 3e 18e · Munerati 29e 88e |       | 75e Merlini     | Campo di Corso Marsiglia, Turin Arbitre : Livraghi |

| dimanche 28 décembre 1924 10e journée | Juventus     | 1 - 0 | Andrea Doria | Campo di Corso Marsiglia, Turin Arbitre : Bistoletti |
| dimanche 28 décembre 1924 10e journée | Munerati 23e |       |              | Campo di Corso Marsiglia, Turin Arbitre : Bistoletti |

| dimanche 4 janvier 1925 11e journée | Padoue                   | 2 - 1 | Juventus    | Padoue Arbitre : Trezzi |
| dimanche 4 janvier 1925 11e journée | Fagiuoli 1re · Busini 5e |       | 32e Rosetta | Padoue Arbitre : Trezzi |

| dimanche 11 janvier 1925 12e journée | Alexandrie         | 2 - 2 | Juventus           | Alexandrie Arbitre : Francisioni |
| dimanche 11 janvier 1925 12e journée | Baloncieri · Capra |       | Munerati · Rosetta | Alexandrie Arbitre : Francisioni |

| dimanche 8 février 1925 13e journée | SPAL | 0 - 2                      | Juventus | Ferrare Arbitre : Crivelli |
| dimanche 8 février 1925 13e journée |      | 24e Munerati · 42e Rosetta |          | Ferrare Arbitre : Crivelli |

| dimanche 15 février 1925 14e journée | Juventus | 1 - 1 | Novare     | Campo di Corso Marsiglia, Turin Arbitre : Lerni |
| dimanche 15 février 1925 14e journée | Munerati |       | Meneghetti | Campo di Corso Marsiglia, Turin Arbitre : Lerni |

| dimanche 22 février 1925 15e journée | Milan | 0 - 0 | Juventus | Campo di Viale Lombardia, Milan Arbitre : Alfieri |
| dimanche 22 février 1925 15e journée |       |       |          | Campo di Viale Lombardia, Milan Arbitre : Alfieri |

| dimanche 1er mars 1925 16e journée | Juventus                       | 3 - 0 | Mantoue | Campo di Corso Marsiglia, Turin Arbitre : Crivelli |
| dimanche 1er mars 1925 16e journée | Munerati 48e 53e · Gambino 83e |       |         | Campo di Corso Marsiglia, Turin Arbitre : Crivelli |

| dimanche 8 mars 1925 17e journée | Bologne                  | 2 - 1 | Juventus     | Bologne Arbitre : Mauro |
| dimanche 8 mars 1925 17e journée | Pozzi 49e · Martelli 88e |       | 53e Munerati | Bologne Arbitre : Mauro |

| dimanche 5 avril 1925 19e journée | Juventus                | 2 - 0 | Livourne | Campo di Corso Marsiglia, Turin Arbitre : Sanguinetti |
| dimanche 5 avril 1925 19e journée | Barale 9e · Rosetta 49e |       |          | Campo di Corso Marsiglia, Turin Arbitre : Sanguinetti |

| dimanche 12 avril 1925 20e journée | Pro Vercelli                  | 2 - 1 | Juventus    | Verceil Arbitre : Dani |
| dimanche 12 avril 1925 20e journée | Piccaluga 64e · Ardissone 75e |       | 30e Rosetta | Verceil Arbitre : Dani |

| dimanche 19 avril 1925 21e journée | Sampierdarenese | 0 - 0 | Juventus | Sampierdarena Arbitre : Bistoletti |
| dimanche 19 avril 1925 21e journée |                 |       |          | Sampierdarena Arbitre : Bistoletti |

| dimanche 26 avril 1925 22e journée | Andrea Doria | 0 - 0 | Juventus | Gênes Arbitre : Mancini |
| dimanche 26 avril 1925 22e journée |              |       |          | Gênes Arbitre : Mancini |

| dimanche 3 mai 1925 23e journée | Juventus | 0 - 2                     | Padoue | Padoue Arbitre : Dani |
| dimanche 3 mai 1925 23e journée |          | 20e Busini · 85e Vecchina |        | Padoue Arbitre : Dani |

| dimanche 10 mai 1925 24e journée | Juventus             | 3 - 0 | Alexandrie | Campo di Corso Marsiglia, Turin Arbitre : Livraghi |
| dimanche 10 mai 1925 24e journée | Munerati 10e 17e 86e |       |            | Campo di Corso Marsiglia, Turin Arbitre : Livraghi |

| dimanche 12 juillet 1925 18e journée | Juventus        | 2 - 1 | Derthona     | Campo di Corso Marsiglia, Turin Arbitre : Pinasco |
| dimanche 12 juillet 1925 18e journée | Pastore 21e 37e |       | 39e Bellolio | Campo di Corso Marsiglia, Turin Arbitre : Pinasco |

##### Classement
|  |    | Éliminatoires Ligue nord - groupe B | Pts | MJ | V  | N | D | BP | BC | Dif |
|  | -- | ----------------------------------- | --- | -- | -- | - | - | -- | -- | --- |
|  | 1. | Bologne                             | 34  | 24 | 15 | 4 | 5 | 53 | 22 | +31 |
|  | 2. | Pro Vercelli                        | 32  | 24 | 13 | 6 | 5 | 56 | 29 | +27 |
|  | 2. | Juventus                            | 32  | 24 | 12 | 8 | 4 | 38 | 21 | +17 |

### Matchs amicaux
| dimanche 14 septembre 1924 | Juventus       | 1 - 1 | Casale         |  |
| dimanche 14 septembre 1924 | Buteur inconnu |       | Buteur inconnu |  |

| dimanche 20 septembre 1924 | Juventus | 0 - 1          | Legnano |  |
| dimanche 20 septembre 1924 |          | Buteur inconnu |         |  |

| lundi 21 septembre 1924 | Pro Vercelli   | 1 - 0 | Juventus |  |
| lundi 21 septembre 1924 | Buteur inconnu |       |          |  |

| lundi 28 septembre 1924 | Juventus         | 3 - 0 | Bologne |  |
| lundi 28 septembre 1924 | Buteurs inconnus |       |         |  |

| dimanche 23 novembre 1924 | Juventus         | 3 - 0 | Pise |  |
| dimanche 23 novembre 1924 | Buteurs inconnus |       |      |  |

| dimanche 25 janvier 1925 | Juventus         | 5 - 1 | Modène         |  |
| dimanche 25 janvier 1925 | Buteurs inconnus |       | Buteur inconnu |  |

| dimanche 1er février 1925 | Juventus         | 2 - 2 | Lugano           |  |
| dimanche 1er février 1925 | Buteurs inconnus |       | Buteurs inconnus |  |

| jeudi 21 mai 1925 | Juventus | 0 - 1          | US Novese |  |
| jeudi 21 mai 1925 |          | Buteur inconnu |           |  |

#### Coppa di Casale
| dimanche 7 septembre 1924 | Casale           | 3 - 0 | Juventus |  |
| dimanche 7 septembre 1924 | Buteurs inconnus |       |          |  |

## Effectif du club
Effectif des joueurs du Foot-Ball Club Juventus lors de la saison 1924-1925.

## Buteurs
| 14 buts - Federico Munerati 10 buts - Virginio Rosetta 7 buts - Pietro Pastore | 4 buts - Giorgio Gambino 1 but - Giovanni Barale - Luigi Ferrero - József Viola |